# میلوش آداموویچ
میلوش آداموویچ (انگلیسی: Miloš Adamović؛ زادهٔ ۱۹ ژوئن ۱۹۸۸) یک بازیکن فوتبال اهل صربستان است.
از باشگاه‌هایی که در آن بازی کرده‌است می‌توان به پولونیا ورشو، باشگاه فوتبال شریف تیراسپول، باشگاه فوتبال روان باکو، و باشگاه ورزشی واشاش اشاره کرد.